# Diario Catalán (1891-1903)
El Diario Catalán, posteriormente Diario Catalán, fue un periódico español editado en Barcelona entre 1891 y 1903.

## Historia
Continuador del Diario de Cataluña, órgano del Partido Integrista en la región, apareció el 1 de julio de 1891, dirigido por Joaquín Coll y Astrell. Tenía su redacción y administración en la calle Bajada de Santa Eulalia, núm. 1, en el actual Barrio Gótico de Barcelona. Tuvo por subtítulo «Periódico de intereses morales y materiales» y posteriormente «Periódico católico».
En 1893 Coll y Astrell fue nombrado jefe de redacción de El Siglo Futuro y marcharía a Madrid, asumiendo la dirección del Diario Catalán Juan Santiago Griñó y después el sacerdote e ideólogo integrista Félix Sardá y Salvany, quien firmaba como «El Sr. X».
En la administración del periódico entrararon algunos elementos partidarios del marqués de Comillas como Alejandro Pons, hombre acaudalado, íntimo amigo del marqués, que sería uno de los copropietarios del periódico junto con José Oriol Canals, presidente de la junta integrista de Barcelona. El Diario Catalán propuso entonces apoyar alianzas electorales locales con los conservadores alfonsinos. Ante la negativa de Ramón Nocedal, en 1896 el periódico se separó del Partido Integrista y se enfrentó al órgano oficial del partido, el diario madrileño El Siglo Futuro.
El Diario Catalán pidió la unión de los católicos en estos términos:

¿Qué se pide? ¿Que seamos todos carlistas? No.
¿Que seamos todos alfonsinos? No.
¿Que seamos todos nocedalistas? No.
Se pide que siendo cada cual lo que mejor le parezca en órden á lo humano, no seamos en lo religioso más que lo que en el fondo hemos de ser: pura y estrictamente católicos.
¿Es para eso necesaria la formacion de nuevos partidos?
No, sino al revés, que no seamos todos más que uno sólo en lo que pertenece á la Religión.

El Siglo Futuro lo acusó de querer repetir el proyecto de la desaparecida Unión Católica de Alejandro Pidal, que consideraban que en última instancia solo había servido para engrosar las filas conservadurismo liberal con elementos procedentes del tradicionalismo. El conflicto entre ambos periódicos tomaría tintes de enfrentamiento personal entre Nocedal y Sardá y Salvany, al que El Siglo Futuro llegó a tildar de renegado, a pesar de haber sido uno de los principales ideólogos del partido.
En su último número antes de cesar su publicación, el Diario Catalán atacó a El Siglo Futuro, el cual le contestó de este modo: 

«¿qué menos puede esperarse de un moribundo, y de un moribundo como el Diario Catalán, que tales manifestaciones del inviolable é imprescriptible derecho del patuleo? Más que indignación nos causan profunda lástima los descaros y arrogancias en tan solemne momento».